# Keith Erickson
Keith Erickson, né le 19 avril 1944 à San Francisco, en Californie, est un ancien joueur américain de basket-ball. Il évolue durant sa carrière aux postes d'arrière et d'ailier.

## Palmarès
- Champion NCAA 1964, 1965
- Champion NBA 1972